# Централна банка на Ливан
Централната банка на Ливан (на арабски: مصرف لبنان; на френски: Banque du Liban) е основана през 1963 година, а започва дейността си през 1964 година.